# Zvyozdochka
Zvyozdochka (Звёздочка, literalmente, en español "estrella" o "estrellita") fue una perra del programa espacial soviético que realizó una órbita a bordo del Korabl-Sputnik 5 el 25 de marzo de 1961.

## Historia
Al igual que el perro anterior, llamado Chernushka, se volvió a utilizar  un muñeco de pruebas de madera que representaba a un cosmonauta y que había sido apodado Ivan Ivanovich. Zvezdochka fue escoltado hasta el vuelo por futuros cosmonautas, entre ellos Yuri Gagarin y German Titov. 
Este fue el último vuelo de práctica antes del histórico vuelo de Yuri Gagarin el 12 de abril. Después de casi dos horas de vuelo, en el regreso el muñeco fue expulsado de la cápsula mientras Zvezdochka permanecía dentro. La cápsula donde se hallaba aterrizó en la región de Udmurtia. Tanto el perro como el muñeco de pruebas fueron recuperados con éxito, lo que dio confianza para empezar a enviar humanos al espacio. Este fue el último vuelo de una nave espacial con un animal a bordo antes de lanzar a un hombre al espacio.
El nombre de Zvyozdochka fue puesto por el propio Yuri Gararin. Se trataba de un perro callejero encontrado en la calle. Anteriormente se había llamado al perro Удача ("suerte" en ruso), pero por superstición se decidió llamarlo Zvezdochka, "estrella" en español. Luego de este acontecimiento el perro Zvyozdochka fue llevada a Moscú, pero se desconoce su destino posterior.

## Homenajes

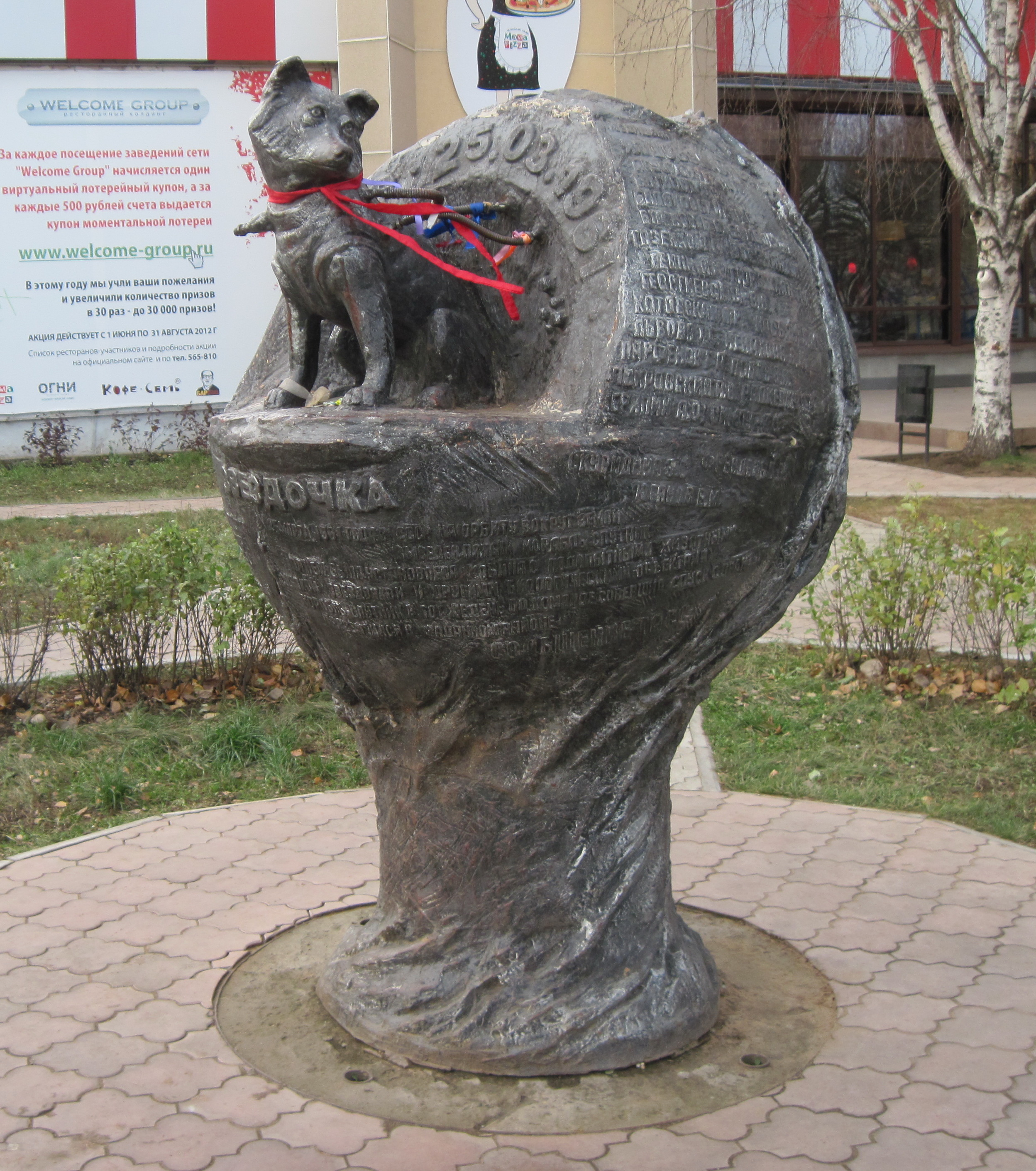
Monumento a Zvyozdochka ubicado en la ciudad de Izhevsk.

Existe un monumento al perro cosmonauta en Izhevsk (Rusia), colocado el 25 de marzo de 2006 en honor al aniversario del vuelo espacial que realizó décadas antes.